# Lorscher Abt
Der Kleinkunstpreis Lorscher Abt wird seit 2014 verliehen und seitdem jährlich vergeben.
Der Lorscher Abt ist mit insgesamt 3300 Euro dotiert (1. Platz 1000 Euro und Gastspiele im Sapperlot-Theater, 2. Platz 800 Euro, 3. Platz 600 Euro, 4. Platz 400 Euro, Publikumspreis 500 Euro).
Als Trophäe dient eine Skulptur des Metallbildhauers Jürgen Heinz.

## Preisträger
- 2014: 1. Martin Zingsheim, 2. Olaf Bossi, 3. Roberto Capitoni und Matthias Seling
- 2015: 1. Alix Dudel und Thorsten Larbig, 2. Lutz von Rosenberg Lipinsky, 3. C. Heiland
- 2016: 1. Armin Fischer, 2. Kaspar & Gaya, 3. Frank Fischer, 4. Tim Becker
- 2017: 1. Bürger form the hell, 2. Michael Feindler, 3. Julia von Miller, 4. Matthias Jung
- 2018: 1. Thomas Schreckenberger, 2. Marcus Jeroch, 3. Thomas Fröschle, 4. Elke Winter, Newcomer Luca Brosius
- 2019: 1. Kay Ray, 2. Falk Plücker, 2. Sabine Murza, 2. Thorsten Bär, Newcomer Pascal Franke
- 2020: keine Preisvergabe
- 2021: 1. Friedemann Weise (Jurypreis), Jan van Weyde (Publikumspreis), 2. Mr. Leu
- 2022: 1. Götz Frittrang (Jurypreis), Duo Mackefisch alias Lucie Mackert und Peter Fischer (Publikumspreis), Lea Hieronymus (Newcomerpreis), 2. Lennart Schilgen, Mackefisch und Andi Steil
- 2023: 1. Mia Pittroff (Jurypreis), Strange Comedy (Publikumspreis), Linus Faber (Newcomerpreis)
- 2024: 1. Henning Schmidtke Jurypreis und Publikumspreis, Henning Schmidtke (Newcomerpreis), 2. Lara Ermer, Chin Meyer und Quichotte